# Episodi di Squadra speciale Lipsia (dodicesima stagione)
La dodicesima stagione della serie televisiva Squadra speciale Lipsia è stata trasmessa in anteprima in Germania dalla ZDF tra il 14 ottobre 2011 e il 30 marzo 2012.
| nº | Titolo originale          | Titolo italiano                 | Prima TV Germania | Prima TV Italia |
| -- | ------------------------- | ------------------------------- | ----------------- | --------------- |
| 1  | Im Schattenreich          | Nel regno delle ombre           | 14 ottobre 2011   |                 |
| 2  | Vater, Mutter, Kind       | Padre madre e figlia            | 21 ottobre 2011   |                 |
| 3  | Das Ultimatum             | L'ultimatum                     | 28 ottobre 2011   |                 |
| 4  | Hajos letzter Fall        | Ultima indagine per Hajo        | 4 novembre 2011   |                 |
| 5  | Der Fall Gojko Mitic      | Caccia al tesoro                | 18 novembre 2011  |                 |
| 6  | Das Mädchen im Park       | La ragazza nel parco            | 25 novembre 2011  |                 |
| 7  | Mission to Mars           | Missione su Marte               | 2 dicembre 2011   |                 |
| 8  | Gottes Zoo ist groß       | Madri ad ogni costo             | 9 dicembre 2011   |                 |
| 9  | Feuerteufel               | Il piromane                     | 16 dicembre 2011  |                 |
| 10 | Die schwarze Witwe        | La vedova nera                  | 30 dicembre 2011  |                 |
| 11 | Rollenspiel               | Giochi pericolosi               | 6 gennaio 2012    |                 |
| 12 | Junggesellinnenabschied   | Addio al nubilato               | 13 gennaio 2012   |                 |
| 13 | Spiel, Satz, Tod          | Una giovane promessa            | 20 gennaio 2012   |                 |
| 14 | Ans Messer geliefert      | Misteri e segreti               | 20 gennaio 2012   |                 |
| 15 | Ich bin dann mal weg      | Senza ritorno                   | 27 gennaio 2012   |                 |
| 16 | Clear                     | Clear                           | 3 febbraio 2012   |                 |
| 17 | Kind in Angst             | Lo scrittore mancato            | 10 febbraio 2012  |                 |
| 18 | Fightclub                 | Lotte clandestine               | 24 febbraio 2012  |                 |
| 19 | Auge um Auge              | Occhio per occhio               | 2 marzo 2012      |                 |
| 20 | Frischfleisch             | Truffe e inganni                | 9 marzo 2012      |                 |
| 21 | Stilbruch                 | Morte di un'artista             | 16 marzo 2012     |                 |
| 22 | Die Tote im Wald (Teil 1) | Il cadavere nel bosco (Parte 1) | 23 marzo 2012     |                 |
| 23 | Die Tote im Wald (Teil 2) | Il cadavere nel bosco (Parte 2) | 30 marzo 2012     |                 |